# Gloria Romero
Gloria Romero geb. Gloria Ann Galla, (Denver (Colorado), 16 december 1933 – Manilla, 25 januari 2025) was een Filipijns actrice. Romero won tweemaal een FAMAS Award voor beste actrice.

## Biografie
Gloria Romero werd op 16 december 1933 geboren in de Amerikaanse stad Denver als Gloria Galla. Haar ouders waren de Amerikaanse Mary Borrego en de Filipijn Pedro Galla. Op vierjarige leeftijd kwam ze met haar ouders naar de Filipijnen. Een terugkeer naar de Verenigde Staten werd steeds weer uitgesteld tot de uitbraak van de Tweede Wereldoorlog dit onmogelijk maakte. In 1945 kwam haar moeder om het leven, waarna haar vader besloot om definitief in de Filipijnen te blijven. Romero voltooide in de provincie Pangasinan, waar haar vader werkte als boer, de Mabini High School.
Nadien vertrok ze met haar vader, zus en twee broers op zoek naar een beter bestaan naar de Filipijnse hoofdstad Manilla. Gloria probeerde daar enige tijd tevergeefs aan werk te komen tot ze een rol kreeg aangeboden in een film. Dit leidde tot een contract bij Sampaguita Pictures, waar ze in 1952 een rol kreeg in haar eerste film Madame X. Bij Sampaguita werd ze onder haar hoede genomen door Nene Vera Perez en groeide ze uit de best betaalde actrice van de Filipijnen. Enkele jaren na haar debuut won ze in 1955 een FAMAS Award voor beste actrice voor haar rol in Dalagang Ilocana.
Decennialang was Romeo werkzaam als actrice en speelde ze rollen in meer dan 200 films. Vanaf de jaren 90 was Romero ook te zien in diverse televisieseries. Zo speelde ze in 1991 de dronkaard Tita Minerva in de soapserie Palibhasa Lalaki. Op 66-jarige leeftijd speelde ze de hoofdrol in Tanging Yaman. Deze rol leverde haar, naast diverse andere prijzen, opnieuw een FAMAS Award voor beste actrice op. Tussen 2001 en 2009 ontving Romero diverse Lifetime Achievement Awards. In 2011 werd ze bij de uitreiking van de Golden Screen Awards onderscheiden als een van de 13 "Movie Icons of Our Time".
Romero was van 1960 tot 1970 getrouwd met acteur Juancho Gutierrez en kreeg met hem een dochter Maritess. Nadat Gutierrez in 2000 een hersenbloeding kreeg waren ze weer bij elkaar tot zijn dood in 2006.
Romero overleed op 25 januari 2025 op 91-jarige leeftijd.

## Prijzen als filmactrice

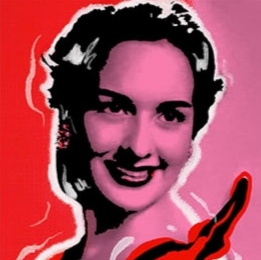
Gloria Romero op een publiciteitsposter

- 2009 - Golden Screen Award, Fuschia
- 2004 - Gawad Urian Award voor beste vrouwelijke bijrol, Magnifico
- 2004 - Lifetime Achievement Award, Gawad Urian Awards
- 2004 - FAMAS Lifetime Achievement Award
- 2002 - FAP Lifetime Achievement Award
- 2001 - Young Critics Circle Award, Tanging yaman
- 2001 - Lifetime Achievement Award, Cinemanila International Film Festival
- 2001 - FAMAS Award voor beste actrice, Tanging yaman
- 2001 - Gawad Urian Award voor beste actrice, Tanging yaman
- 2000 - FAP Award voor beste actrice, Tanging yaman
- 1989 - FAMAS Award voor beste vrouwelijke bijrol, Nagbabagang luha
- 1988 - FAP Award voor beste vrouwelijke bijrol, Saan nagtatago ang pag-ibig?
- 1955 - FAMAS Award voor beste actrice, Dalagang Ilocana